# Нагачів
Нагачі́в — село в Україні, у Яворівському районі Львівської області. Населення становило 3738 осіб у 2012 році, що є одним з найбільших показників серед сільських населених пунктів району. Колишній орган місцевого самоврядування — Нагачівська сільська рада.. 

## Походження назви
Щодо назви існує дві легенди. Обидві стосуються часів Київської Русі. Тоді на місці сучасного Нагачева були непрохідні ліси та багно. Лише зі західного боку ліси були не такі густі. Саме в цей час майже вся територія сучасної України була захоплена ордами хана Батия. Дійшовши до Галичини, вона поділилася надвоє. У бік Польщі посунула ногайська орда під проводом хана Ногая. Для оборони своїх земель від татар князі з допомогою бояр влаштовували твердині (замки). Така твердиня була й на нагачівській землі. Татари дійшли сюди та взяли її в облогу. Захисникам залишалося лише чекати, бо татари числом були більші. Через деякий час запаси їжі та пороху почали закінчуватися.
Однак у критичні хвилини трапилося диво. Боярин, вождь твердині, останньої хвилини зняв зі свого пальця заручиновий золотий перстень і наказав відлити з нього кулю. Зарядив нею рушницю і тоді, як хан Ногай став на видному місці, боярин поцілився і влучив у нього. Ногай одразу й помер.
За однією з легенд, через цю несподівану смерть у лавах орди зчинився великий переполох, було лише чути «Ногай сов», «Ногай сов», що значило «Ногай загинув». Ногайці сіли на коней, покидаючи свої позиції, забрали мертве тіло свого вождя і втекли у північно-західному напрямку. Той несподіваний та дивний випадок кончини татарського вождя врятував залогу від неминучої смерті. Утікаючи, ногайці закопали тіло свого вождя в лісі біля с. Змієвиськ (Польща), де і нині видніється курган. Відтоді твердиня стала називатися Нагачів від «Ногай сов».
За іншою легендою, коли орда стала втікати, боярин з військом наздогнав багатьох. Одних повбивали, інших взяли у полон. Полонених боярин наказав повивішувати на гаки. Коли люди з різних околиць стали сходитись під охорону твердині, то бачили це й радісно вигукували: «Але боярин їх нагачив!» (понавішував на гаки). Звідси і назва — Нагачів.

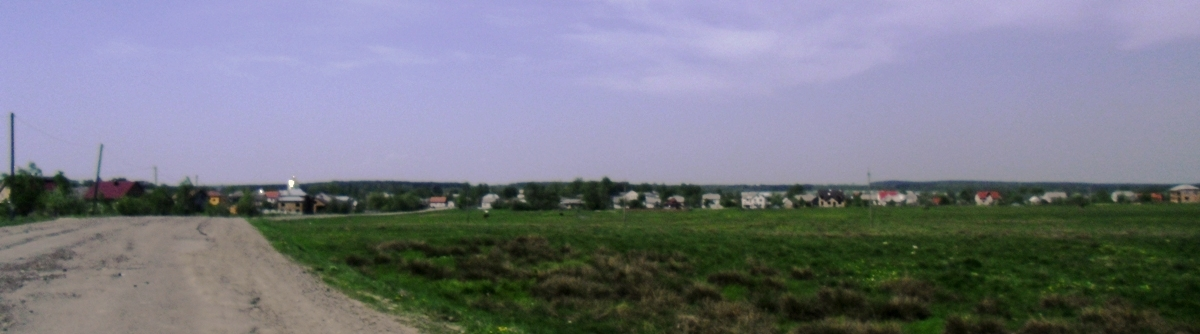
Панорама с. Нагачів.

## Географія
Цей населений пункт розташований в північно-західній частині Яворівського району на сході Терногородського плато. Відстань до районного центру становить 12 км. Село займає площу 3794 га. Через село протікають річки Липка та Липовець.

## Історія
Перші історичні згадки про Нагачів датуються 1456 роком, але існують і більш ранні — 12-13 ст. Під час визвольних змагань 1648–1654 років загін озброєних селян Нагачева виступив проти польської шляхти. Під час селянських виступів за відміну кріпацтва в 1848 році було спалено панський будинок. Місцева садиба була розміщена на лівому березі потоку Липовець, на місці більш ранньої осади, пам'ятаючої часи наскоків ординців. Напевно вже за панування короля Яна III Собєського, або за короля Августа II село належало Пребендовським, які на початку XVIII століття обладнали місцеву парафію східного обряду.
Останніми нагачівськими власниками маєтку була родина де Lenie Younga, яка прибула до Речі Посполитої з Шотландії. Цей факт мав місце наприкінці XVI століття, за часів короля Сигизмунда III. Впродовж XVII століття, представники цього роду брали активну участь у війнах, що велися між Польщею, Москвою і шведами. У пізніший період оселилися на території перемишльської землі. Після придворних будівель залишився тепер всього лише цінний парковий ліс.
1848 року в Австро-Угорщині ліквідували кріпацтво. У 1849 році 15 селян було заарештовано за антиурядову пропаганду напередодні виборів до австрійського парламенту. В 1919 році Нагачів, як і решта сіл Яворівщини відходить до Польщі. Село стає самостійною унітарною одиницею (гміною) у складі Яворівського повіту Львівського воєводства, а з 1 серпня 1934 року стає центром збірної гміни Нагачів (на кшталт сучасної сільської ради) до складу якої були залучені села Чернилява, Дрогомишль, Гуки, Колониці, Коханівка, Семирівка, Вовча Гора, Липовець, Майдан Липовецький (останній після Другої світової війни відійшов до Польщі). За часів панської Польщі нагачівці виступали проти навчання на польській мові у сільській школі. У 1933 році вони знову виступили проти намагання перейменувати село на Нагачів-Польський.
У вересні 1939 року згідно з таємними домовленостями пакту Ріббентропа-Молотова ця територія опиняється в складі СРСР. 24-25 червня 1941 року біля села відбувалися запеклі бої між 229-м корпусним артилерійським полком Червоної Армії та першою гірськопіхотною дивізією вермахту. Під час цих боїв німецькі війська втратили близько 2 тис. солдатів та офіцерів. В історії цієї дивізії згадується про сильний артилерійський вогонь росіян. В часи німецької окупації з села було вивезено до Яворівського гето і знищено всіх євреїв.
У 1939 році відбулася перша спроба створення колгоспу. Вона була доволі обережною, а вже в 1946 році, після утвердження тут радянської влади, створюється колгосп імені Сталіна. Наприкінці 60-х років XX ст. колгосп мав назву «Прогрес». За ним було закріплено 5483 га сільгоспугідь, у тому числі 3272 га ріллі. Колгосп спеціалізувався на відгодівлі телят та вирощуванні льону. У 1947 році виник партійний осередок КПРС
За радянських часів у селі діяли середня школа, бібліотека, дитячий садок, лікарня, клуб, відділення зв'язку та «Ощадбанку», стадіон, Нагачівське споживче товариство. На місці останнього починається будівництво нового клубу в якому мав би бути кінотеатр, басейн тощо, але у зв'язку з розпадом СРСР і припиненням державного фінансування, будівництво згортається. На теперішній час стадіон існує на новому місці, а майбутній клуб перетворився на довгобуд. Свого часу до села були приєднані навколишні хутори. Зараз село умовно розділено на райони, що замінило фактично назви вулиць. Ось деякі з них: Пісок, Вишенька, Заріччя, Фульмеси, Галиця, Кут перший, Кут другий, Кутець та ін. У селі є своя футбольна команда, яка бере участь у районних змаганнях і є однією з найкращих у районі.

## Церква
Вперше про церкву в с. Нагачів згадується в документах від 1578 року. Дерев'яну триверху церкву було збудовано у 1633 році. За ініціативи декана Яворівського і водночас пароха с. Нагачів о. Михайла Кручковського та війта Леся Антонишина 1906 року було освячено камінь під фундамент нової мурованої церкви, яку завершили 1909 року, а освятили 14 вересня 1910 року на честь Преподобного Симеона Стовпника. Ця церква в плані хрещата, завершена сферичною банею на циліндричному барабані середхрестя. Церкву побудовано за проектом Василя Нагірного. У міжвоєнні роки іконостас для неї малював Антін Манастирський. Сьогодні храм належить парафії ПЦУ.

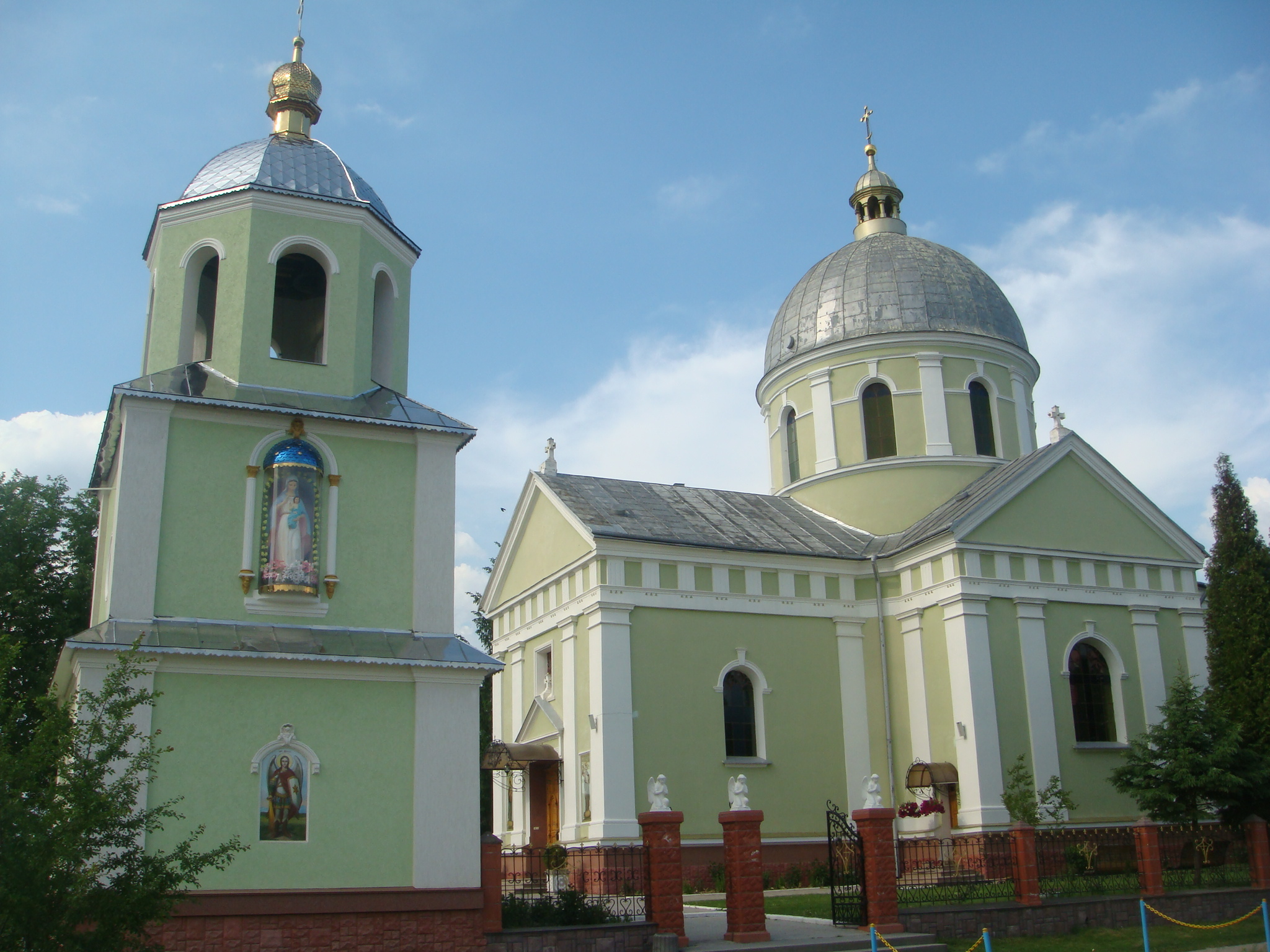
Церква Преподобного Симеона Стовпника у с. Нагачів

## Цікавинки села
У селі існує парк-пам'ятка садово-паркового мистецтва «Парк XIX століття» з віковими липами, на території якого збереглися вали старої фортеці часів Київської Русі. Є кілька великих ставів — улюблене місце відпочинку місцевих мешканців.

## Видатні люди
У селі народились:
- Калиновський Григорій Миколайович(1938—2020) — український науковець у галузі ветеринарної медицини. Доктор ветеринарних наук, професор.
- Семерак Михайло Михайлович (1940) — український науковець, доктор технічних наук, професор, заслужений діяч науки і техніки України, лауреат Державної премії України в галузі науки і техніки, завідувач кафедри теплоенергетики, теплових та атомних електричних станцій, Інституту енергетики та систем керування Львівської політехніки.